# 1957 год в истории железнодорожного транспорта
1957 год в истории железнодорожного транспорта

## События
- В Великобритании на юге Лондона из-за тумана поезд поехал на красный свет и столкнулся с другим поездом. Погибло 90 человек, ранено 173[1].
- В Казахстане открыта Карагандинская детская железная дорога.
- 22 октября — открыто постоянное движение электропоездов от Москвы до Тулы[2].
- 30 декабря — Тбилисский электровозостроительный завод выпустил свой первый электровоз. Им стал электровоз Н8, впоследствии получивший серию ВЛ8.
- В России создана первая автономная система автоведения поезда — автомашинист — для пригородных поездов.[3]
- В Германии построена монорельсовая дорога типа «Альвег» городе Фюллингтоке, предназначенная для скоростного движения.[3]

## Новый подвижной состав
- Рижский вагоностроительный завод при участии Рижского электромашиностроительного завода и Московского завода «Динамо» приступил к созданию первого советского электропоезда ЭР1. Построенный электропоезд ЭР1-01 «Комсомольский» поступил на эксплуатацию в депо «Крюково» Октябрьской железной дороги.
- В СССР поступили первые два электровоза серии ЧС1.
- В декабре НЭВЗ построил первый электровоз Н6О-001, положивший начало серии электровозов переменного тока ВЛ60.
- Во Франции на заводах компании Alstom начался выпуск тепловозов серии CC 65000.
- В Норвегии на заводах компании Thunes mekaniske verksted начался выпуск электровозов серии NSB El 13.
- В Чехословакии освоен выпуск мотовозов серии 700.